# Błaż
Błaż (ros. Блажь, pol. Kaprys) (znany również jako Ja tiebia lublu ros. Я тебя люблю, pol. Kocham cię) – debiutancki album studyjny rosyjskiego muzyka Nikołaja Noskowa wydany po raz pierwszy w Rosji w 1998 roku.
Piosenki Я не модный i Я тебя люблю otrzymały nagrodę Złoty Gramofon w 1996 i 1998 roku.

## Lista utworów
Opracowano na podstawie materiału źródłowego
1. Я тебя люблю („Ja tiebia lublu”) – 4:07
2. Я не модный („Ja nie modnyj”) – 3:41
3. Дай мне шанс („Daj mnie szans”) – 5:00
4. Мой друг („Moj drug”) – 4:51
5. Сердца крик („Sierdca krik”) – 4:29
6. На Руси („Na Rusi”) – 5:09
7. Блажь („Błaż”) – 3:44
8. Солнце („Sołnce”) – 3:53
9. Лунный танец („Łunnyj taniec”) – 4:06
10. Ты не сахар („Ty nie sachar”) – 4:56